# Radio One 103.7
Radio One 103.7 es una estación de radio argentina que transmite desde la Ciudad Autónoma de Buenos Aires. Pertenece al Grupo Indalo.

## Historia
LRI711 FM 103.7 comenzó el 1 de abril de 2004 como «Radio Amadeus» destinada a música clásica y, el 17 de agosto de 2009, pasó a ser «Radio TKM», que estuvo orientada a la música juvenil.

## Logotipos

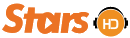
Canal 27.2 (TDA) (2012-2015)
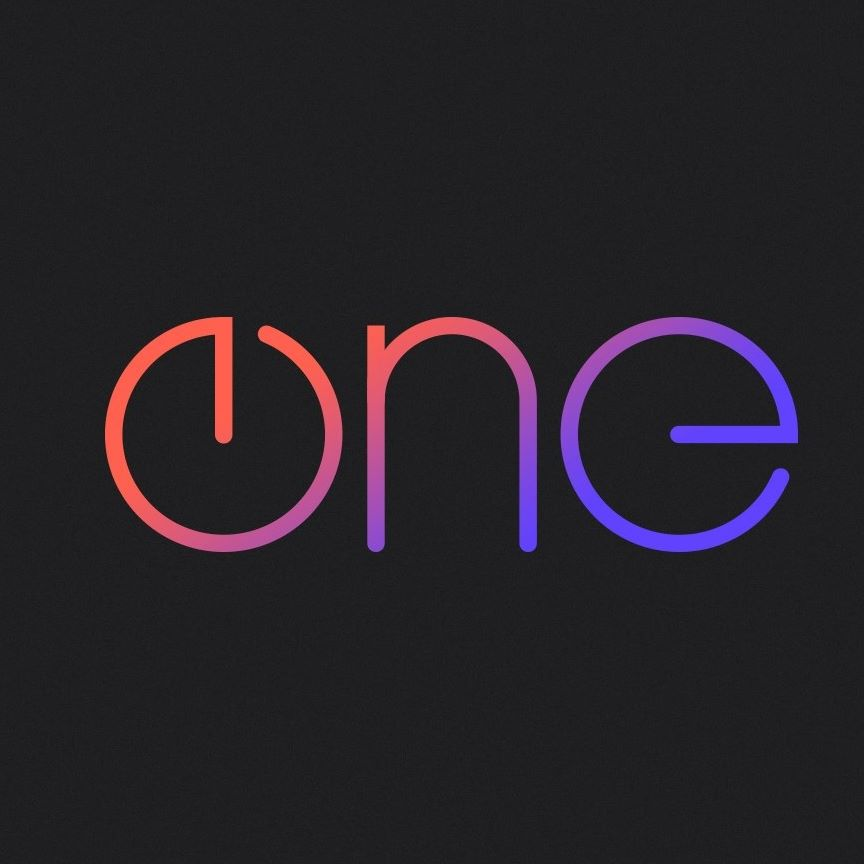
Desde 2015

## Eslóganes
- 2014-2016: 90's to now
- 2016-2020: BA's #1 Hit Music Station
- 2020-2022: 100% Hits
- 2022-2023: Expandí tu mundo
- 2023-presente: Tu mundo, tu música